# Potomac
Pour les articles homonymes, voir Potomac (homonymie).
Le Potomac est un fleuve de l'Est des États-Unis, qui se jette dans la baie de Chesapeake dans l'océan Atlantique.

## Géographie

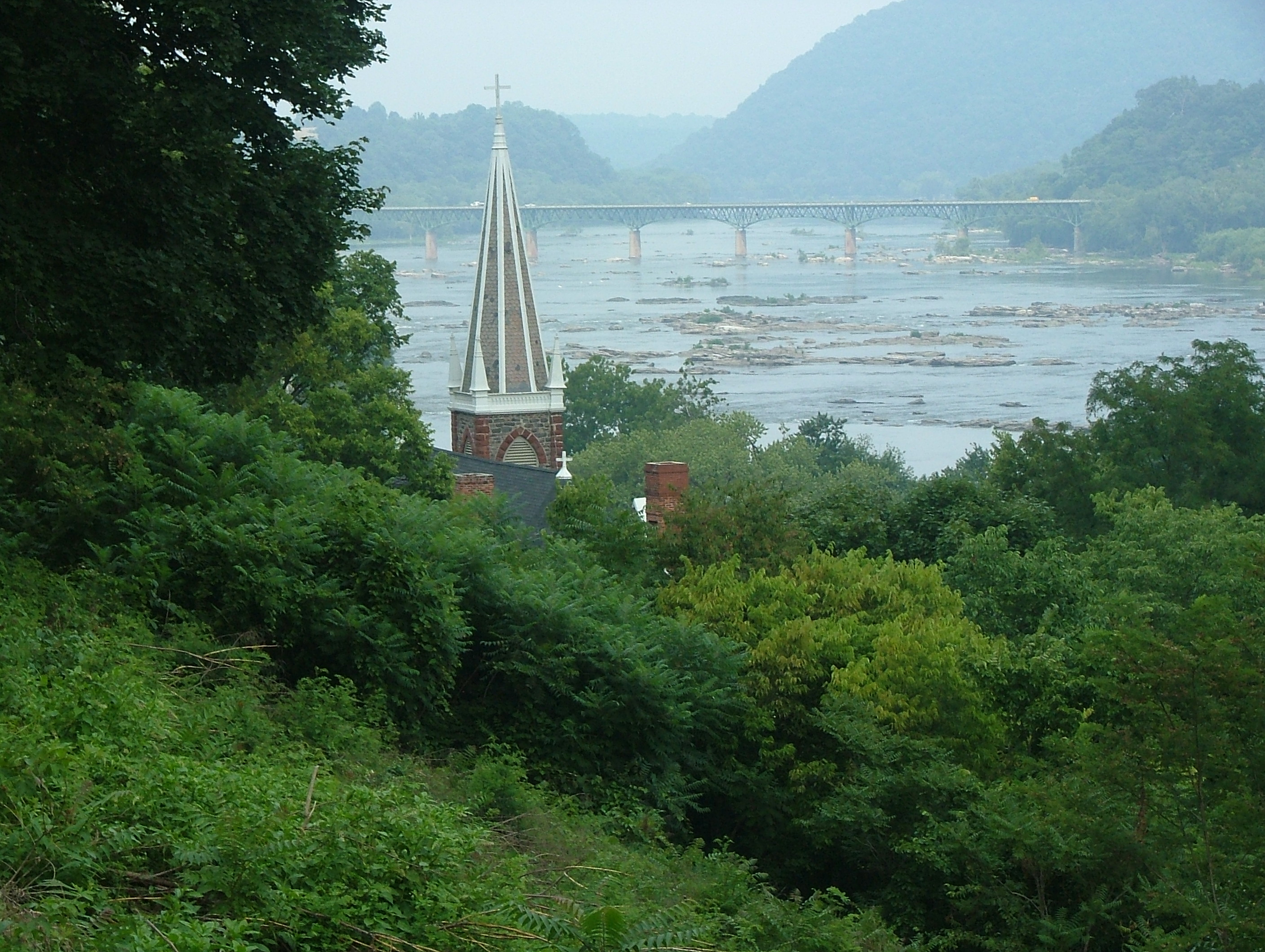
Le Potomac à Harpers Ferry, en Virginie-Occidentale.

Le Potomac prend sa source à 933 m d'altitude au sud-ouest de l'État du Maryland, riverain la quasi-totalité de son cours, long d'environ 665 km, dont 486 km à partir de la confluence des branches Nord et Sud. La source de la branche Nord est située à Fairfax Stone, tripoint constitué par les comtés de Grant, de Tucker, et de Preston. La source de la branche Sud est située près de Hightown, dans le nord du comté de Highland, en Virginie. La rive droite sert de frontière naturelle au Maryland d'abord avec la Virginie-Occidentale, puis la Virginie, à l'exception du district de Columbia qui s'interpose sur une courte distance de 20 km.
Il arrose les villes de Cumberland (Maryland) et surtout Washington D. C., la capitale fédérale américaine, située à 182 km de son large estuaire aboutissant dans la baie de Chesapeake. L'estuaire s'élargit progressivement atteignant 17 km à son embouchure entre Lookout Point au Maryland et Smith Point en Virginie. 
On désigne parfois par « région du Potomac » la zone de bassin et les États arrosés par ce fleuve : Maryland, Virginie et Virginie-Occidentale, ainsi que le district de Columbia. Cinq millions de personnes vivent sur ce bassin.

## Affluents

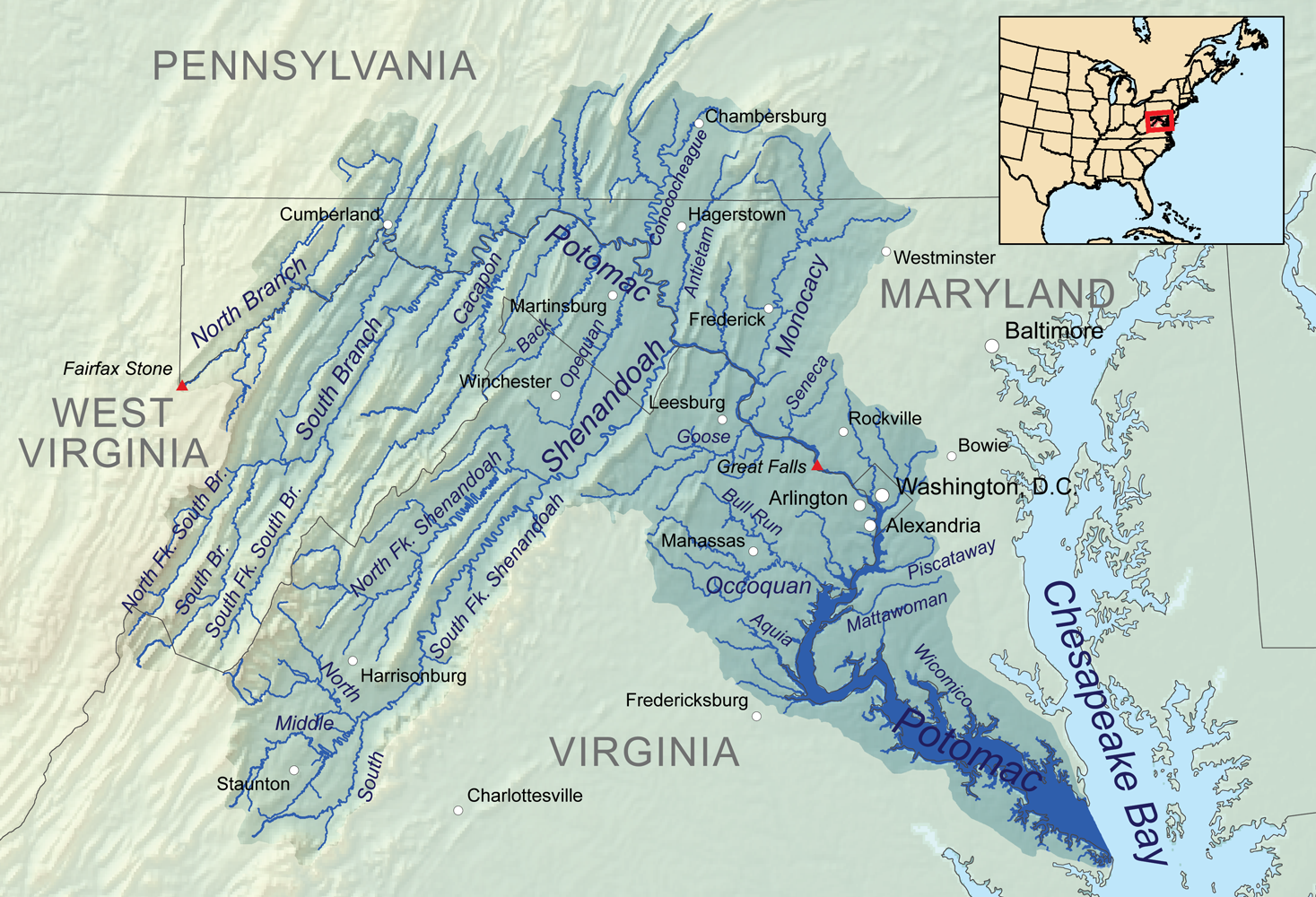
bassin du Potomac avec ses affluents

La rivière Shenandoah, longue de 241 km, est un des principaux affluents de la rive droite.
Les rivières Anacostia, longue de 13,5 km, Conococheague (129 km), et Rock Creek (52,5 km) sont des affluents de la rive gauche.

## Histoire
Lorsque éclate la guerre de Sécession, en 1861, une partie de la Virginie fait sécession, les comtés du Nord-Ouest restant dans l'Union (ceux-ci constituent l'actuel État de Virginie-Occidentale) ; l'État du Maryland, bien qu'esclavagiste, demeure également dans l'Union. Une grande partie du cours du Potomac et de son estuaire sont ainsi devenus la limite entre l'Union et les États confédérés. Par ailleurs, l'armée du Potomac est alors la principale armée de l'Union sur le théâtre oriental des opérations. Ce fleuve prend ainsi, aux yeux des Américains, une importance historique.

## Catastrophes aériennes
Le 13 janvier 1982, le vol 90 Air Florida, assuré par un Boeing 737 d'Air Florida, s'écrase dans le fleuve juste après son décollage, à cause d'une tempête de neige.
Sur les 79 personnes à bord, il n'y a que 5 survivants, malgré l'héroïsme de certains passagers qui laissent leur vie dans les eaux glacées du Potomac. La scène se déroule sous les caméras de la télévision.
Le 29 janvier 2025, une collision aérienne entre un avion de transport régional CRJ700, opéré par PSA Airlines, s'est produite avec un hélicoptère UH-60 de l'armée de l'air américaine. Les deux appareils se sont écrasés dans le fleuve après l'impact. L'avion était en phase d'approche. Parmi les 67 personnes présentes dans  les appareils, il n'y a eu aucun survivant.

## Ponts
- Arlington Memorial Bridge

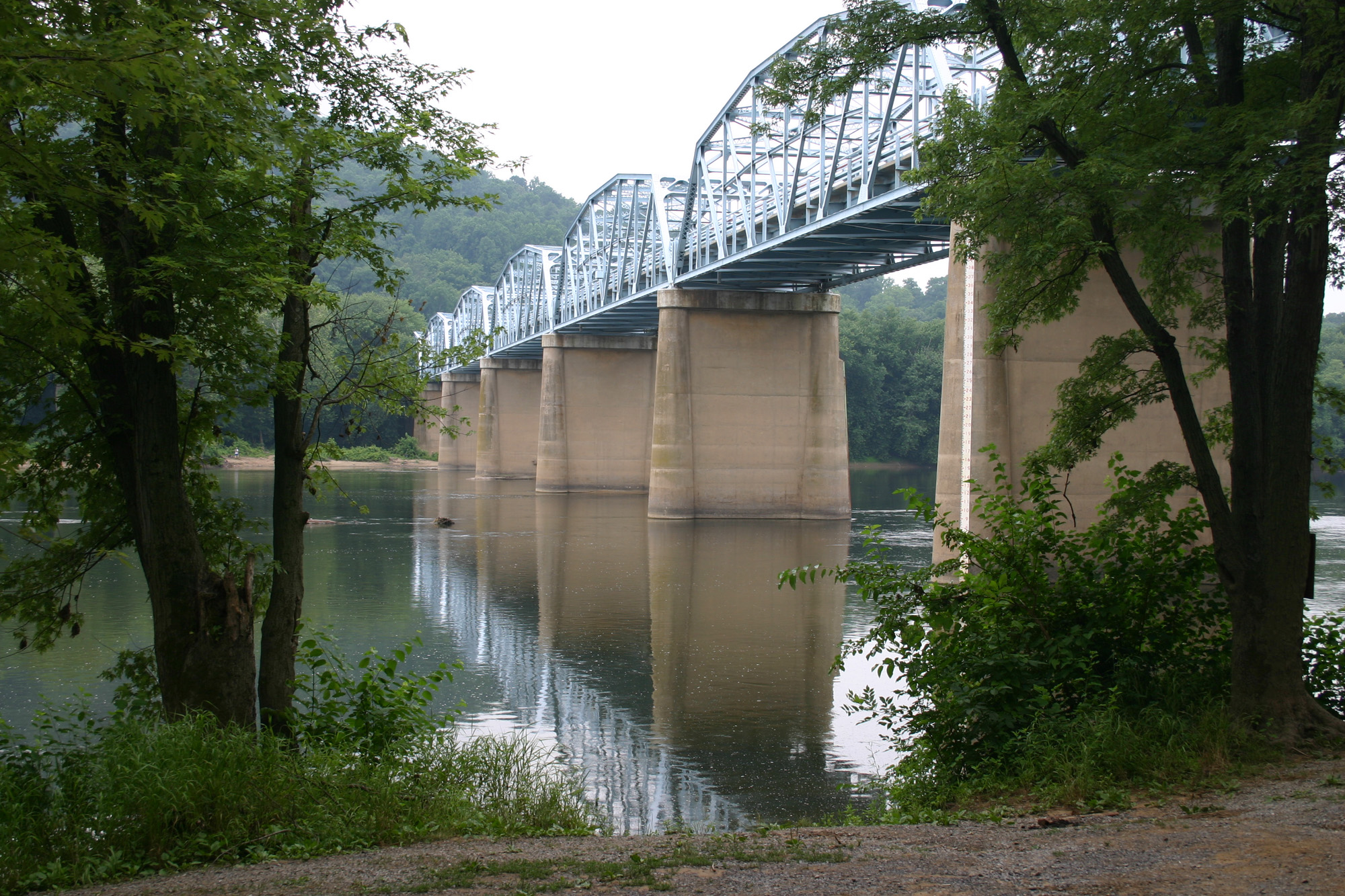
Le Point of Rocks Bridge sur le Potomac, entre la Virginie et le Maryland.

- B & O Railroad Potomac River Crossing
- Francis Scott Key Bridge
- Point of Rocks Bridge
- Sandy Hook Bridge
- Woodrow Wilson Bridge